# Schwarzwald
För andra betydelser, se Schwarzwald (olika betydelser).

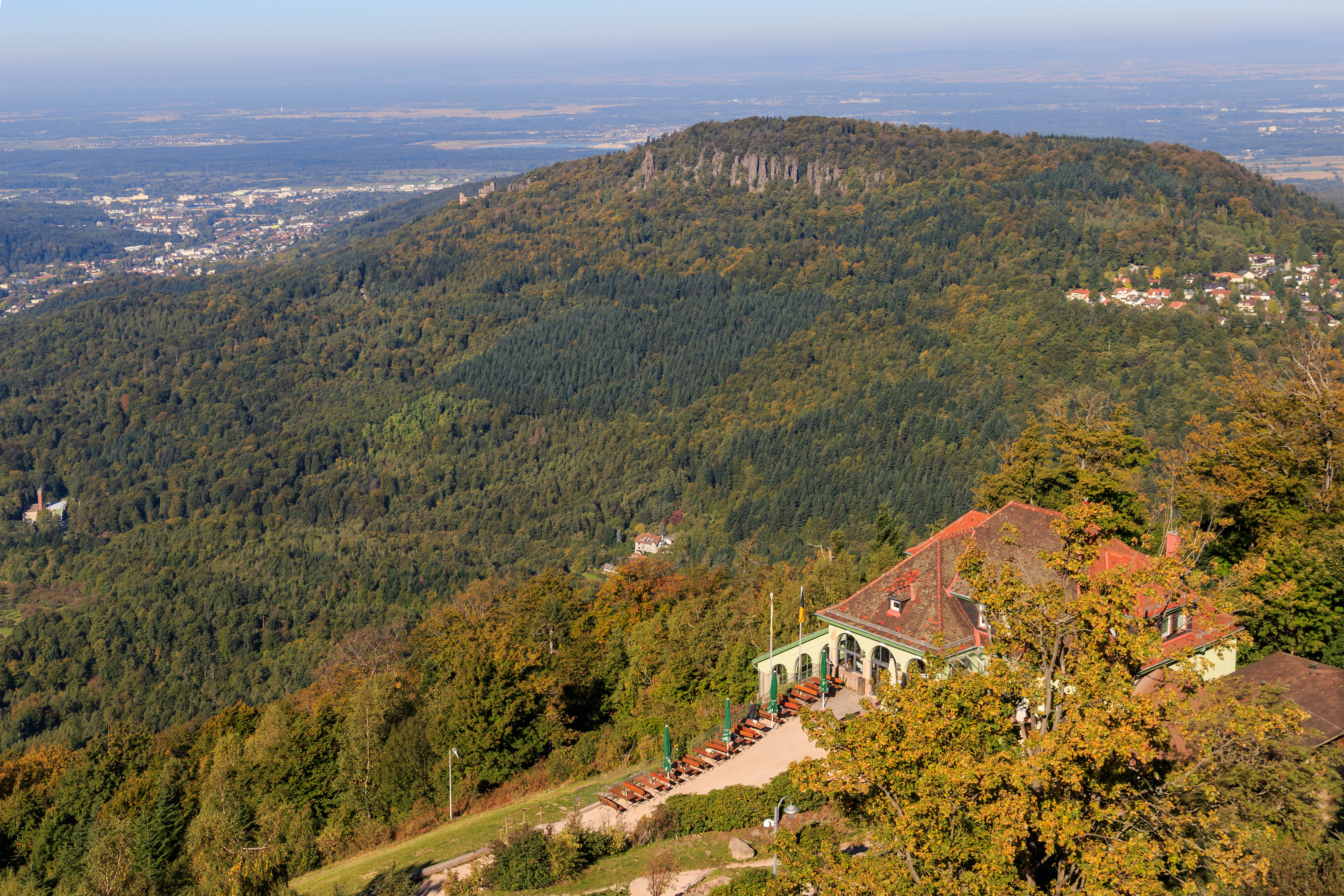
Utsikt mot Battert i nordvästra Schwarzwald.

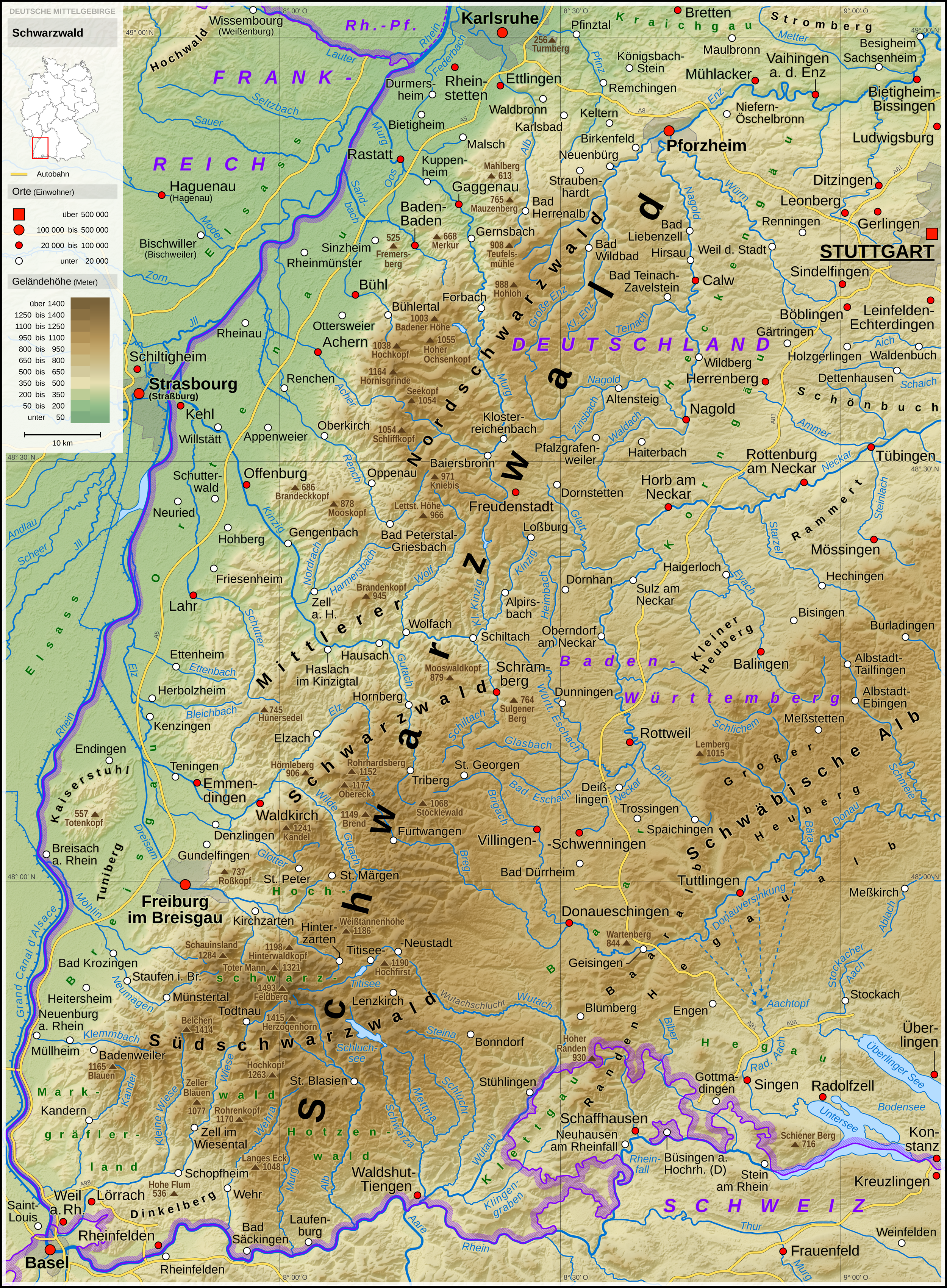
Schwarzwalds topografi.

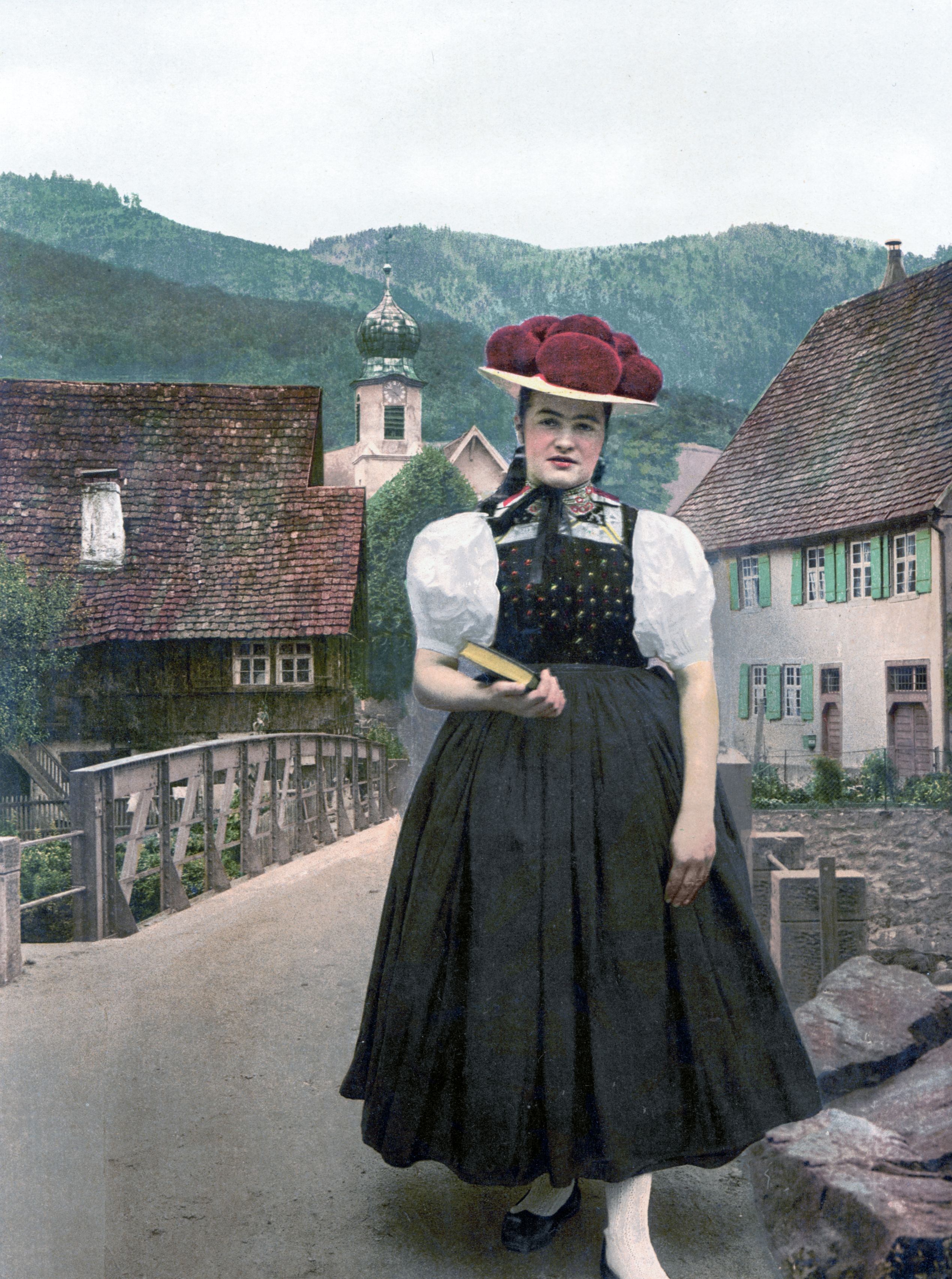
Damhatten Bollenhut – ingår i folkdräkten i en mindre del av Schwarzwald men kommit att bli en symbol för området i dess helhet.

Schwarzwald (tyska: Svartskogen) är ett bergsområde, geologiskt en horst, i Baden-Würtemberg i sydvästra Tyskland. Högsta berget är Feldberg som ligger 1 493 meter över havet.
Bergskedjan sträcker sig öster om floden Rhen från gränsen till Schweiz upp till Karlsruhe. I öst begränsas den av floden Neckar. Schwarzwalds underlag är gamla kristallina berg, över vilka trias- och jurabildningar avlagrats. Man kan urskilja ett sydligare, bredare och högre parti samt ett nordligare smalare och lägre. Gränsen mellan dem går vid Kinzigdalen.
Söder om denna består berget till större delen av gnejs och granit samt permisk sandsten (Rotliegendes), dessutom finns här och där porfyrtoppar. Bredvid Feldberg finns här bergen Belchen (1 415 meter), Bärhalde (1 318 meter), Hochkopf (1 263 meter), Kandel (1 243 meter), Köhlgarten (1 231 meter) och Blauen (1 167 m.). Norr om Kinzig vidtar "nedre Schwarzwald", vars medelhöjd är endast 600 meter och vars högsta topp är Hornisgrinde (1 164 meter).
Små sjöar som är minnen av istiden finns i södra Schwarzwald, såsom Feldsee, Titisee och Glaswaldsee. Av dess floder märks Donau, som rinner upp i södra Schwarzwald, Neckar med många bifloder från berget samt Rhens bifloder, av vilka de största (utom Neckar) är Elz, Kinzig, Murg och Wutach. Schwarzwald är rikt skogbevuxet med både löv- och barrträd. Bergskedjan vänder sin brantare del mot Rhenslätten, som har Tysklands mildaste klimat. Tillströmningen av turister är betydlig till luftkurorter och bad. 2014 bildades Schwarzwalds nationalpark (ty. Nationalpark Schwarzwald) i ett område mellan Baiersbronn och Baden-Baden.
Schwarzwald är känt för sin produktion av ur och för Schwarzwaldtårtan.